# Liste der Biografien/Teo
Liste der Biografien |
Portal Biografien |
Personensuche
# |
A |
B |
C |
D |
E |
F |
G |
H |
I |
J |
K |
L |
M |
N |
O |
P |
Q |
R |
S |
T |
U |
V |
W |
X |
Y |
Z |
?
 
Ta |
Tc |
Te |
Tf |
Tg |
Th |
Ti |
Tj |
Tk |
Tl |
Tm |
To |
Tq |
Tr |
Ts |
Tu |
Tv |
Tw |
Tx |
Ty |
Tz
 
Tea |
Teb |
Tec |
Ted |
Tee |
Tef |
Teg |
Teh |
Tei |
Tej |
Tek |
Tel |
Tem |
Ten |
Teo |
Tep |
Teq |
Ter |
Tes |
Tet |
Teu |
Tev |
Tew |
Tex |
Tey |
Tez
Die Liste der Biografien führt alle Personen auf, die in der deutschsprachigen Wikipedia einen Artikel haben. Dieses ist eine Teilliste mit 40 Einträgen von Personen, deren Namen mit den Buchstaben „Teo“ beginnt.

## Teo
- TEO (* 1983), belarussischer Sänger
- Teo Kok Siang (* 1990), malaysischer Badmintonspieler
- Teo, Chee Hean (* 1954), singapurischer Politiker und Konteradmiral
- Teo, Ee Yi (* 1993), malaysischer Badmintonspieler
- Teo, Feleti (* 1962), tuvaluischer Politiker und JuristFeleti Teo (* 1962)

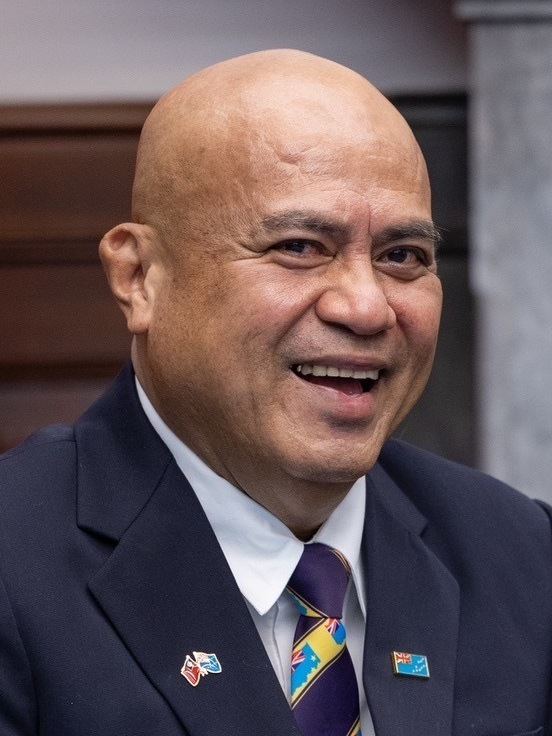
Feleti Teo (* 1962)

- Teo, Fiatau Penitala (1911–1998), tuvaluischer Politiker
- Teo, Josephine (* 1968), singapurische Politikerin
- Teo, Kieran (* 2004), singapurischer Fußballspieler
- Teʻo, Manti (* 1991), US-amerikanischer American-Football-Spieler
- Teo, Pearry Reginald (1978–2023), singapurischer Filmregisseur, Drehbuchautor und Filmproduzent

### Teob
- Teobaldi, Alfred (1897–1977), Schweizer Theologe

### Teoc
- Teocchi, Chiara (* 1996), italienische Radrennfahrerin
- Teoctist I. (1915–2007), rumänischer Geistlicher, Erzbischof von Bukarest, Metropolit der Ungarisch-Walache und Patriarch von Rumänien

### Teod
- Teodomiro († 743), westgotischer Herrscher um Murcia
- Teodorani, Alda (* 1968), italienische Schriftstellerin und Übersetzerin
- Teodorczyk, Łukasz (* 1991), polnischer Fußballspieler
- Teodoreanu, Ionel (1897–1954), rumänischer Schriftsteller und Anwalt
- Teodorescu, Iosif (1885–1961), rumänischer General
- Teodorescu, Maria (* 2004), rumänische Tennisspielerin
- Teodoridis, Jana (* 1990), polnische Fußballspielerin
- Teodorini, Corneliu (1893–1976), rumänischer Generalmajor im Zweiten Weltkrieg
- Teodoro, Gilberto (* 1964), philippinischer Verteidigungsminister
- Teodoroiu, Ecaterina (1894–1917), rumänische Soldatin und Nationalheldin
- Teodorow, Teodor (1859–1924), bulgarischer Politiker und Ministerpräsident
- Teodorow-Balan, Alexandar (1859–1959), bulgarischer Philologe, Literaturhistoriker, Bibliograph
- Teodorowitsch, Iwan Adolfowitsch (1875–1937), sowjetischer Politiker
- Teodoru, George (1932–2025), rumänischer Bauingenieur, Schachspieler, -organisator und -komponist
- Teodosescu, Alessandra (* 2006), italienische Tennisspielerin
- Teodosić, Miloš (* 1987), serbischer Basketballspieler
- Teodosiu, Linda (* 1991), deutsche SängerinLinda Teodosiu (* 1991)

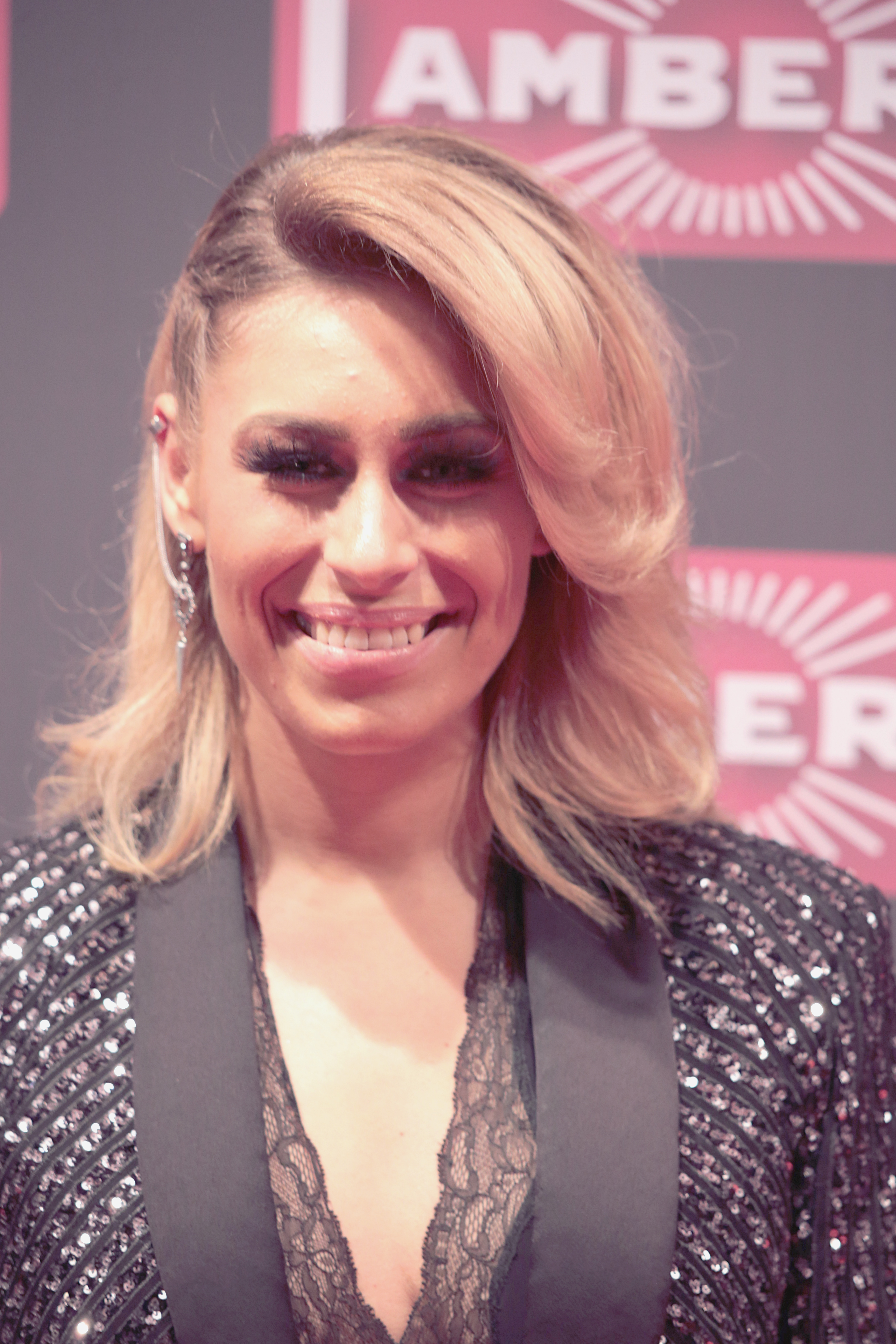
Linda Teodosiu (* 1991)

- Teodossi von Tarnowo († 1363), bulgarischer Geistlicher und Gelehrter

### Teof
- Teofilovski, Risto, Filmproduzent und Produktionsleiter

### Teoh
- Teoh, Seng Khoon (1918–2018), malaysischer Badmintonspieler
- Teoh, Siew Yong, malaysische Badmintonspielerin

### Teom
- Teoman (* 1967), türkischer Sänger
- Teoman, Serhat (* 1983), türkischer Schauspieler
- Teoman, Sibel Susann (* 1975), deutsche Schriftstellerin
- Teomim, Josef (1727–1792), Rabbiner in Galizien und Deutschland

### Teon
- Teoni, Junior (* 2001), amerikanisch-samoanischer Fußballspieler

### Teot
- Teotino, Carolina (* 1982), spanische Ägyptologin